# Bulbophyllum chrysotes
Bulbophyllum chrysotes är en orkidéart som beskrevs av Rudolf Schlechter. Bulbophyllum chrysotes ingår i släktet Bulbophyllum och familjen orkidéer. Inga underarter finns listade i Catalogue of Life.